# دیناژپور-۳
دیناژپور-۳ (به لاتین: Dinajpur-3) یک منطقهٔ مسکونی در بنگلادش است که در ناحیه دیناج‌پور واقع شده‌است.